# Gemalin He

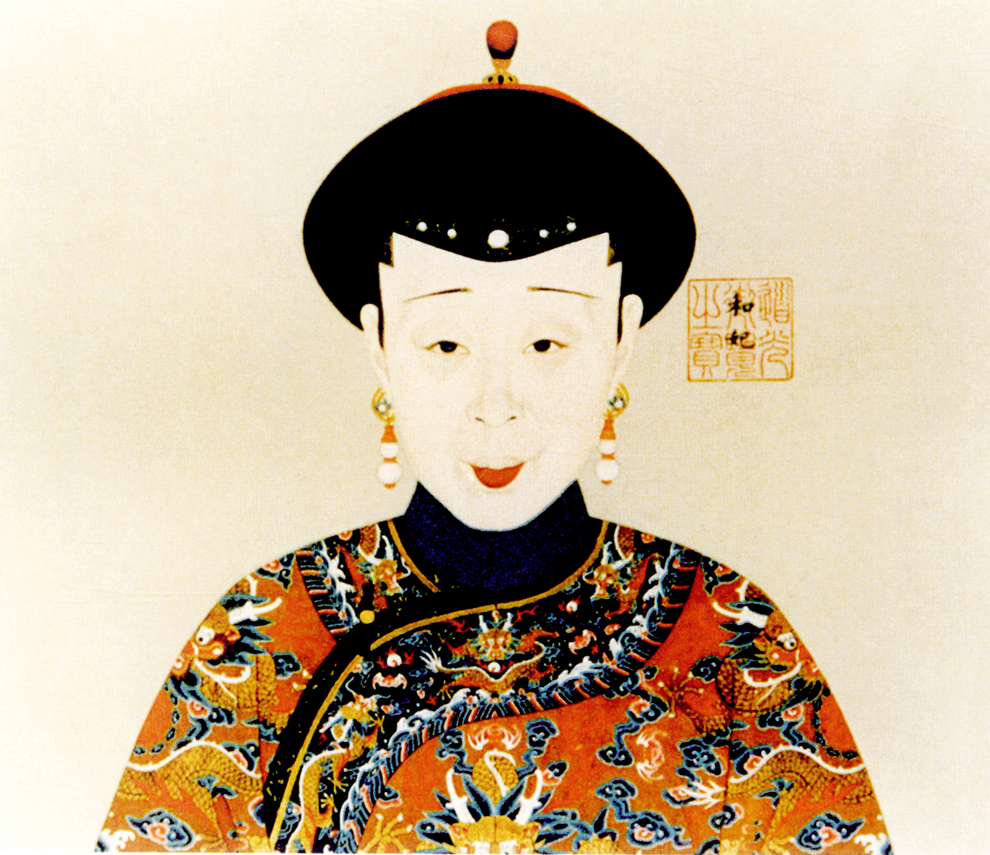
Gemalin He

Gemalin He (Chinees: 和妃) (? - 1836), genaamd dame Nara voor haar huwelijk was een bijvrouw van keizer Daoguang. Keizer Daoguang was keizer van China van 1820 tot zijn dood in 1850. Gemalin He kwam van de Mantsjoe Nara-stam en was de dochter van Cheng Wen. Haar geboortedatum is niet geregistreerd noch de datum van haar betreding van de Verboden Stad in Beijing.
Haar eerste vermelding in de archieven was in 1808. In dit jaar kreeg zij een zoon, prins Yi Wei (1808 - 1831). Yi Wei was Daoguangs oudste zoon "Daoguang was tijdens deze periode nog een prins". Vlak hierna werd zij door haar schoonvader, keizer Jiaqing, vereerd met de titel vrouw van de tweede rang. In 1820 overleed keizer Jiaqing en Daoguang besteeg de troon. Dame Nara werd hierna vereerd met de titel keizerlijke concubine He. In 1823 werd zij gepromoveerd tot een bijvrouw van derde rang, Gemalin. 
In 1831 overleed haar zoon op 23-jarige leeftijd zonder nageslacht. Gemalin He overleed enkele jaren later in het zestiende jaar van keizer Daoguangs regeringsperiode. Zij werd bijgelegd in het Muling-mausoleum voor keizerlijke concubines in Hebei.